# Estación San Justo
San Justo es una estación ferroviaria ubicada en la ciudad homónima, en el partido de La Matanza, provincia de Buenos Aires, Argentina.

## Servicios
Forma parte de la Línea General Roca, siendo un centro de transferencia intermedio del servicio diésel metropolitano que se presta entre las estaciones Haedo y Temperley.
Los servicios son prestados por la empresa Trenes Argentinos Operaciones.

## Ubicación
Se ubica en cercanías del cementerio municipal de San Justo, y a varias cuadras de la Universidad Nacional de La Matanza, la Ruta Nacional 3 y del centro de la localidad.